# Aŭstria Esperanto-Federacio
Aŭstria Esperanto-Federacio (AEF, dosłownie: Austriacka Federacja Esperanta, niem. Österreichischer Esperanto-Verband) – utworzona w 1936 roku organizacja esperantystów austriackich z siedzibą w Wiedniu, od 1949 stowarzyszona ze Światowym Związkiem Esperantystów. Głównym celem AEF jest wspieranie języka esperanto w Austrii. Aŭstria Esperantista Federacio reprezentuje austriacki ruch esperancki wobec władz i organizacji państwowych.

## Organizacja
Aŭstria Esperanto-Federacio jest organizacją niezależną, zrzesza osoby interesujące się esperantem oraz chcące je wspierać. Wśród zadań AEF są między innymi: popularyzacja języka esperanto, informowanie o ruchu esperanckim, współpraca z międzynarodowymi oraz narodowymi organizacjami esperanckimi, wymiana doświadczeń i nawiązywanie kontaktów.
Członkowie i władze AEF wykonują swoje zadania na zasadzie wolontariatu. Co trzy lata zwoływane jest walne zebranie, w trakcie którego wybierany jest zarząd. Zadania zarządu dotyczą pracy stowarzyszenia. Jest to przykładowo przygotowanie i rozsyłanie materiałów informacyjnych, aktualizacja strony internetowej, kontakty z organizacjami esperanckimi, udzielanie informacji dotyczących esperanta. Dodatkowo zarząd wspiera projekty związane z esperantem.
Obecnie (maj 2022) przewodniczącym zarządu AEF jest Alfred Heiligenbrunner.
Aŭstria Esperanto-Federacio, we współpracy z Germana Esperanto-Asocio, wydaje gazetę Esperanto aktuell. Periodyk ukazuje się 6 razy w roku i zawiera teksty w języku niemieckim i esperanto.

### Sekcje
W ramach Aŭstria Esperanto-Asocio działa sekcja Esperanto w organizacji austriackich kolejarzy. 

## Historia
W 1934 w Austrii zakazano działalności lewicowych partii i organizacji, w tym również organizacji esperanckiej Aŭstria Laborista Ligo Esperantista (dosłownie: Austriacka Esperancka Liga Robotnicza). Wówczas to esperantyści austriaccy założyli Aŭstria Esperanto-Asocio (AEA, dosłownie: Austriackie Stowarzyszenie Esperanta), a w 1936 roku Aŭstria Esperantista Federacio, która w założeniu miała być organizacją bezpartyjną. Pod patronatem AEF odbył się w 1936 roku w Wiedniu 28. Światowy Kongres Esperanto. W 1938, po włączeniu Austrii do III Rzeszy, wszystkie organizacje esperanckie w Austrii zostały zlikwidowane. Ruch esperancki odżył po 1945 roku. Na nowo rozpoczęły działalność organizacje: Aŭstria Esperantista Federacio, Aŭstria Socialista Ligo Esperantista (ASLE, dosłownie: Austriacka Socjalistyczna Liga Esperantystów), Aŭstria Katolika Ligo Esperantista (AKLE, dosłownie: Austriacka Katolicka Liga Esperantystów), działająca w ramach AEF i inne. W 1967 roku z części członków AEF powstała Aŭstria Esperanto-Movado (dosłownie: Austriacki Ruch Esperancki).